# Susanne Lahme
Susanne Lahme (* 10. September 1968 in Luckenwalde) ist eine ehemalige deutsche Volleyball- und Beachvolleyballspielerin.

## Sportliche Karriere im Hallenvolleyball
Lahme begann ihre Karriere 1980 im Hallen-Volleyball beim SC Dynamo Berlin, später CJD Berlin, mit dem sie achtfache DDR- bzw. Deutsche Meisterin und neunfache Pokalsiegerin wurde. Sie bestritt 263 Länderspiele für die deutsche Nationalmannschaft. Sie war Europameisterin 1987, zweifache Vizeeuropameisterin 1985 und 1989 und Dritte der EM 1991. Nach ihrem Wechsel in die italienische Liga gewann sie 1996 mit Latte Rugiada Matera die Champions League.
Im gleichen Jahr wechselte sie zum brasilianischen Club Leites Nestlé, mit dem sie gleich als beste Blockspielerin der Saison brasilianischer Meister wurde und den südamerikanischen Meistertitel errang. Am Ende der Saison kehrte sie nach Italien zurück und wurde dort 1998 mit Foppapedretti Bergamo Meister, Pokalsieger und Supercupgewinner. Mit Despar Perugia gewann sie 2000 den Europapokal der Pokalsieger.
Bei den Olympischen Spielen 1988 in Seoul erreichte sie mit der Nationalmannschaft Platz 5, 1996 in Atlanta Platz 8, 2000 in Sydney Platz 6. Außerdem steht ein fünfter Platz bei der Weltmeisterschaft 1994 in São Paulo zu Buche. Ihre Hallenkarriere beendete Susanne Lahme nach der Saison 2002/03 in Italien.

## Karriere im Beachvolleyball
2001 startete Lahme parallel zum Spiel in der Halle ihre Beachvolleyballkarriere. Ab 2002 bildete sie ein Duo mit Danja Müsch und erreichte bei der deutschen Meisterschaft im gleichen Jahr am Timmendorfer Strand das Finale und 2003 den dritten Rang. Bei der World Tour 2003 kam sie ins Finale von Lianyungang. 2004 schaffte sie das Gleiche in Mallorca und spielte beim olympischen Turnier in Athen, das sie auf dem neunten Platz beendete. In ihrem letzten gemeinsamen Jahr mit Danja Müsch holte sie 2005 den deutschen Meistertitel. Ab 2006 bildete sie ein neues Team mit Geeske Banck. Nach einer Knieoperation im August 2007 beendete sie ihre Karriere als Sportlerin. Im Jahr 2008 trainierte und betreute sie das Team Geeske Banck/Anja Günther.

## Privates
Lahme ist ausgebildete Grundschullehrerin. Sie lebt abwechselnd in Berlin und Ancona. Seit Dezember 2008 leitete sie ihre eigenen Beachcamps für Anfänger und Fortgeschrittene. Seit 2012 ist sie Inhaberin einer Versicherungsagentur.

## Ehrungen und Auszeichnungen
- 1992 Volleyballerin des Jahres gewählt[2]
- 1993 Volleyballerin des Jahres
- 2008 Volleyball Award.